# Deft (joueur)
 (août 2023).
La mise en forme du texte ne suit pas les recommandations de Wikipédia : il faut le « wikifier ».
Les points d'amélioration suivants sont les cas les plus fréquents. Le détail des points à revoir est peut-être précisé sur la page de discussion.
- Les titres sont pré-formatés par le logiciel. Ils ne sont ni en capitales, ni en gras.
- Le texte ne doit pas être écrit en capitales (les noms de famille non plus), ni en gras, ni en italique, ni en « petit »…
- Le gras n'est utilisé que pour surligner le titre de l'article dans l'introduction, une seule fois.
- L'italique est rarement utilisé : mots en langue étrangère, titres d'œuvres, noms de bateaux, etc.
- Les citations ne sont pas en italique mais en corps de texte normal. Elles sont entourées par des guillemets français : « et ».
- Les listes à puces sont à éviter, des paragraphes rédigés étant largement préférés. Les tableaux sont à réserver à la présentation de données structurées (résultats, etc.).
- Les appels de note de bas de page (petits chiffres en exposant, introduits par l'outil «  Source ») sont à placer entre la fin de phrase et le point final[comme ça].
- Les liens internes (vers d'autres articles de Wikipédia) sont à choisir avec parcimonie. Créez des liens vers des articles approfondissant le sujet. Les termes génériques sans rapport avec le sujet sont à éviter, ainsi que les répétitions de liens vers un même terme.
- Les liens externes sont à placer uniquement dans une section « Liens externes », à la fin de l'article. Ces liens sont à choisir avec parcimonie suivant les règles définies. Si un lien sert de source à l'article, son insertion dans le texte est à faire par les notes de bas de page.
- La présentation des références doit suivre les conventions bibliographiques. Il est recommandé d'utiliser les modèles {{Ouvrage}}, {{Chapitre}}, {{Article}}, {{Lien web}} et/ou {{Bibliographie}}. Le mode d'édition visuel peut mettre en forme automatiquement les références.
- Insérer une infobox (cadre d'informations à droite) n'est pas obligatoire pour parachever la mise en page.

Pour une aide détaillée, merci de consulter Aide:Wikification.
Si vous pensez que ces points ont été résolus, vous pouvez retirer ce bandeau et améliorer la mise en forme d'un autre article.
Kim Hyeok-gyu (coréen : 김혁규 ; RR : Gim Hyeok-gyu), mieux connu sous le nom de Deft , est un joueur professionnel sud-coréen de League of Legends pour Dplus KIA.
En 2018, il a été sélectionné comme l'un des coureurs du relais de la flamme pour les Jeux olympiques d'hiver de 2018, aux côtés de ses coéquipiers de KT Rolster.
En tant que membre de DRX, il a remporté le championnat du monde League of Legends 2022.

## Carrière

### Saison 3
Deft commence sa carrière en 2013 avec l'équipe MVP Blue.

### Saison 4
En 2013, Deft rejoint l'équipe LCK de Samsung Blue qui se qualifie alors aux championnats du monde 2014. L'équipe part favorite mais tombera finalement en demi-finale face à son équipe sœur Samsung White qui remportera le tournoi. Deft quitte l'équipe à la fin des championnats du monde.

### Saison 5
Deft rejoint alors l'équipe de EDG en LPL. L'équipe remporte un grand succès en gagnant le segment de printemps, le MSI, mais terminant 4e au segment d'été. Elle se qualifie cependant en championnat du monde et part comme l'une des équipes favorites.
L'équipe perdra cependant en quart de finale face à l'équipe européenne de Fnatic.

### Saison 6
Deft reste chez EDG avec laquelle il remporte une 2e place au segment de printemps et une 1re place au segment d'été. Deft retourne donc pour une 3e fois de suite aux championnats du monde mais tombera à nouveau en quart de finale face à ROX Tigers.
À la suite de cette défaite, Deft quittera la LPL pour retourner en LCK. Ce passage en Chine lui aura cependant accordé une bonne notoriété internationale et l'attention de beaucoup de fans chinois.

### Saison 7
Deft rejoint alors KT Rolster avec d'autres joueurs très prometteurs comme Smeb, Pawn et Mata.
L'équipe, qui avait pour ambition de rivaliser avec SKT, perdra cependant la finale du segment de printemps puis la demi finale contre son concurrent. KT échouera également à se qualifier aux championnats du monde.
Malgré cette année plutôt décevante, tous les membres de KT décideront de rester pour la saison suivante.

### Saison 8
KT Rolster terminera le segment de printemps à la troisième place mais gagnera néanmoins le segment d'été, assurant le deuxième trophée de LCK de Deft.
L'équipe se qualifiera une nouvelle fois aux championnats du monde comme l'un des favoris. Deft échouera à nouveau en quart de finale dans ce que beaucoup de gens qualifieront de "finale avant l'heure"  de par le combat acharné que se livreront KT et Invictus Gaming, équipe qui finira championne du monde 2018.

### Saison 9
Deft rejoint alors Kingzone DragonX avec laquelle il va terminer en 3ème place au segment de printemps. L'équipe s'effondrera au segment d'été et terminera à la 7ème place. Elle manquera de peu de se qualifier aux championnats du monde face à Damwon Gaming.

### Saison 10
Deft reste chez Kingzone DragonX, renommé DragonX (DRX) qui reconstruit l'équipe autour de lui. L'équipe finira 3e du segment de printemps et perdra la finale du segment d'été face à Damwon Gaming.
L'équipe se qualifiera pour les championnats du monde mais Deft fera persister sa malédiction en perdant une nouvelle fois en quart de finale face à Damwon Gaming, qui gagneront cette édition.

### Saison 11
Deft décidera de rejoindra l'équipe de Hanwha Life Esports pour la nouvelle saison.
Les résultats en championnats seront mitigés puisque Hanwha Life Esports finit 3e du segment d'été mais fera un très mauvais segment de printemps ou Deft devra se contenter d'une 8e place.
L'équipe fera une remontée miraculeuse dans les qualifications au championnat du monde et réussira à obtenir le quatrième ticket dévolu à la  LCK. Hanwha Life Esports parviendront jusqu'en quart de finale où ils perdront face à T1.

### Saison 12
DRX annonce le retour de Deft dans son équipe pour sa dixième saison professionnelle.
En février 2022, Deft obtiendra son 3000ème Kill de sa carrière, faisant de lui le premier joueur à obtenir cet accomplissement, devançant même Faker. Il sera également le premier joueur à jouer sa 1000ème partie professionnelle.
L'année de DRX est cependant très moyenne en championnat puisque l'équipe finit 6e au printemps et 5e à l'été tout en parvenant néanmoins, et de justesse, à décrocher une place pour les championnats du monde.
Le championnat du monde League of Legends 2022 reste un des plus spectaculaires de par le parcours du combattant de DRX. Deft qualifie au début de ce championnat, celui de sa "dernière dance" car il envisage de prendre sa retraite par la suite. L'équipe doit passer par le Play-in pour attendre les phases de groupes dans laquelle DRX finit à la première place. L'équipe tombe alors contre les champions du monde en titre et ancienne équipe de Deft, EDG. Malgré avoir perdu les deux premières parties, DRX gagne la série et parvient à sa hisser en finale le jour de l'anniversaire de Deft, brisant sa malédiction. DRX gagne alors la demi-finale 3-1 contre Gen.G puis remporte la finale 3-2 contre T1 faisant de Deft le joueur le plus âgé à avoir gagné les championnats du monde.

### Saison 13
Dplus KIA annonce finalement la venue de Deft pour une nouvelle saison.
L'équipe termine en 5e place du segment de printemps et d'été mais se qualifie pour les championnats du monde (en obtenant une place lors du LCK 2023 Regional Finals).
Le championnats du monde de League of Legends 2023 se déroule en 3 phases : des Play-in, un Main-Event (sous la forme d'un système de tournoi suisse) et une phase d'élimination directe. Deft et son équipe sont qualifiés directement au Main-Event. Le format requiert d'obtenir 3 victoires sur 5 matchs jouables pour passer à l'étape suivante. Dplus KIA terminera son parcours sur un score global de 2 victoires (contre Team BDS et GAM Esports) pour 3 défaites (contre G2 Esports et 2 fois contre KT Rolster).